# Italijansko renesančno slikarstvo
Italijansko renesančno slikarstvo je obdobje, ki se je začelo v poznem 13. stoletju in se razcvetelo od začetka 15. do poznega 16. stoletja, ko se je pojavljalo na italijanskem polotoku, ki je bil takrat razdeljen na številne politične države, nekatere neodvisne, druge pa pod zunanjim nadzorom. Slikarji renesančne Italije, čeprav so pogosto pripadali določenim dvorom in zvesti do določenih mest, so se kljub temu potepali po dolgem in počez po Italiji, pogosto pa so imeli diplomatski status in širili umetniške in filozofske ideje.
Mesto Firence v Toskani je znano kot rojstno mesto renesanse in zlasti renesančnega slikarstva, čeprav sta pozneje v obdobju Rim in Benetke v slikarstvu postajala vse pomembnejša. Podrobno ozadje je opisano v drugih člankih renesanse in renesančne arhitekture.
Italijansko renesančno slikarstvo je najpogosteje razdeljeno na štiri obdobja: protorenesansa (1300–1425), zgodnja renesansa (1425–1495), visoka renesansa (1495–1520) in manierizem (1520–1600). Datumi za ta obdobja predstavljajo splošni trend v italijanskem slikarstvu in ne zajemajo vseh slikarjev, saj se življenja posameznih umetnikov in njihovih osebnih slogov prekrivajo s temi obdobji.
Protorenesansa se začne s poklicnim življenjem slikarja Giotta in vključuje Taddeo Gaddija, Orcagna in Altichiera. Zgodnji renesančni slog je začel Masaccio, nato pa so ga razvili Fra Angelico, Paolo Uccello, Piero della Francesca, Sandro Botticelli, Verrocchio, Domenico Ghirlandaio in Giovanni Bellini. Obdobje visoke renesanse je bilo obdobje  Leonarda da Vincija, Michelangela, Rafaela, Andrea del Sarto,  Coreggia, Giorgiona in pozna dela Giovannija Bellinija in Tiziana. Manieristično obdobje, obravnavano v ločenem članku, je vključevalo zadnja dela Michelangela, pa tudi Pontorma, Parmigianina, Bronzina in Tintoretta.

## Vpliv
Vplivi na razvoj renesančnega slikarstva v Italiji so tisti, ki so vplivali tudi na filozofijo, literaturo, arhitekturo, teologijo, znanost, upravljanje in druge vidike družbe. V nadaljevanju je povzetek točk, ki so podrobneje obravnavane v glavnih člankih. 

### Filozofija
Na voljo so številna klasična besedila, ki so bila za zahodnoevropske znanstvenike izgubljena že stoletja. Med njimi sta bili filozofija, poezija, drama, znanost, teze o umetnosti in zgodnja krščanska teologija. Zanimanje za humanistično filozofijo je pomenilo, da človekov odnos do človeštva, vesolja in Boga ni več izključna domena Cerkve. Ponovno zanimanje za klasiko je prineslo prve arheološke raziskave o rimskih ostankih arhitekta Brunelleschija in kiparja Donatella. Oživljanje sloga arhitekture, ki temelji na klasičnih precedensih, je navdihnilo ustrezen klasicizem v slikarstvu, ki se je manifestiral že v 1420-ih v slikah Masaccia in Paola Uccella.

### Znanost in tehnika
Hkrati s pridobitvijo dostopa do klasičnih besedil je Evropa pridobila dostop do napredne matematike, ki se je pojavila v delih bizantinskih in islamskih učenjakov. Pojav premičnega tiska v 15. stoletju je omogočil enostavno razširjanje idej in vse več knjig je bilo napisanih za širšo javnost. Razvoj oljne barve in njena uvedba v Italijo sta trajno vplivala na slikarsko umetnost.

### Družba
Ustanovitev banke Medičejcev in kasnejša trgovina, ki jo je ustvarila, je prinesla izjemno bogastvo v eno samo italijansko mesto Firence. Cosimo de 'Medici je postavil nov standard pokroviteljstva umetnosti, ki ni povezan s cerkvijo ali monarhijo. Naključna navzočnost v Firencah nekaterih umetniških genijev, predvsem Giotta, Masaccia, Brunelleschija, Piero della Francesca, Leonardo da Vinci in Michelangelo, je oblikovala etos, ki je podpiral in spodbujal veliko manj umetnikov, da dosežejo delo izjemno kakovost . Podobna dediščina umetniških dosežkov se je v Benetkah odvijala prek nadarjene družine Bellini, njihove vplivne sorodnike Mantegna, Giorgiona, Tiziana in Tintoretta. 

## Teme
Veliko slik iz obdobja renesanse je naročila ali so bila za katoliško cerkev. Ta dela so bila pogosto velika po obsegu in so bila pogosto cikli, poslikani v fresko tehniki Življenje Kristusa, Življenje marije ali življenje svetnika, zlasti svetega Frančiška Asiškega. Bilo je tudi veliko alegoričnih slik na temo odrešenja in vloge Cerkve pri njenem doseganju. Cerkve so naročile tudi oltarne slike, ki so bile na panelih pobarvanih s tempero, kasneje pa v olju na platnu. Poleg velikih oltarnih slik so bile v zelo velikem številu izdelane majhne pobožne slike, tako za cerkve kot za posameznike, najpogostejša tema pa je Marija in otrok.
V tem obdobju so bila pomembna tudi državljanska naročila. Lokalne vladne zgradbe so bile okrašene s freskami in drugimi deli, tako sekularnimi, kot sta Alegorija dobre in slabe vlade Ambrogia Lorenzettija, kot tudi verska, kot je freska Simona Martinija Maestà v Palazzo Pubblico v Sieni.
Portretiranje je bilo neobičajno v 14. in zgodnjem 15. stoletju, večinoma omejeno na spominske slike državljanov, kot so konjeniški portreti Guidoriccio da Fogliano, Simone Martinija, 1327, v Sieni in v začetku 15. stoletja, Uccellov John Hawkwood v firenški stolnici in njegov tovariš Niccolò da Tolentino, ki ga je portretiral Andrea del Castagno.
Portreti so v 15. stoletju postali običajni, sprva pogosto formalizirani profilni portreti, a vse bolj tričetrtinski portreti. Pokrovitelji umetniških del, kot so oltarne plošče in freske, so bili pogosto vključeni v prizore, na primer vključitve družin Sassetti in Mediči v cikel Domenica Ghirlandaia v Sassettijevi kapeli. Portretiranje naj bi postalo glavna tema slikarjev visoke renesanse, kot sta Rafael in Tizian in nadaljevala v manierističnem obdobju v umetniških delih, kot je bil Bronzino.
Z rastjo humanizma so se umetniki obrnili na klasične teme, zlasti da bi izpolnili naročila za dekoracijo domov bogatih pokroviteljev, najbolj znana kot Botticellijevo Rojstvo Venere za Medičejce. Klasične teme so bile vse bolj razumljene tudi kot primeren alegorični material za civilna naročila. Humanizem je prav tako vplival na način, kako so bile upodobljene verske teme, zlasti na Michelangelovem  stropu Sikstinske kapele.
Drugi motivi so izhajali iz sodobnega življenja, včasih z alegoričnim pomenom, nekateri včasih zgolj dekorativni. Dogodki, ki so bili pomembni za določeno družino, so lahko zabeleženi kot tisti v Camera degli Sposi, ki ga je Mantegna naslikal za družino Gonzaga v Mantovi. Vse bolj so se slikala tihožitja in dekorativni prizori iz življenja, kot je Koncert Lorenza Coste iz leta 1490.
Pomembni dogodki so bili pogosto upodobljeni ali obeleženi na slikah, kot je Uccellova Bitka pri San Romanu, kot tudi pomembni lokalni verski festivali. Zgodovina in zgodovinske značilnosti so bili pogosto upodobljeni na način, ki se je odražal na aktualnih dogodkih ali na življenju tedanjih ljudi. Portreti so pogosto naslikali sodobniki v preobleki likov iz zgodovine ali literature. Pisanje Danteja, Voragineova Zlata legenda in Boccacciov Dekameron so bili pomembni viri za to.
V vseh teh temah, vse bolj in v delih skoraj vseh slikarjev, so se razvijale nekatere temeljne slikarske prakse: opazovanje narave, proučevanje anatomije, svetlobe in perspektive. 

## Protorenesančno slikarstvo

### Tradicija toskanskega slikarstva 13. stoletja
V umetnosti pokrajine Toskane sta v poznem 13. stoletju prevladovala dva mojstra bizantinskega sloga, Cimabue iz Firence in Duccio iz Siene. Njuna naročila so bile večinoma verske slike, med njimi velike oltarne slike, ki so prikazovale Marijo in otroka. Ta dva slikarja, s sodobniki, Guidom iz Siene, Coppo di Marcovaldom in skrivnostnim slikarjem, katerega slog je morda temeljil na šoli, tako imenovani Mojster sv. Bernardina, so delali na način, ki je bil visoko formaliziran in odvisen od starodavne tradicije slikanja ikon . V teh tempera slikah so bile številne podrobnosti strogo določene s tematiko, natančno pozicijo roke Marije in Kristusa otroka, na primer, ki jo je narekovala narava blagoslova, ki ga je slika namenjala gledalcu. Kot Marijine glave in ramen, gube v tančici in linije, s katerimi so bile določene njene značilnosti, so bile ponavljane v neštetih slikah. Cimabue in Duccio sta naredila korake v smeri večjega naturalizma, prav tako kot njun sodobnik Pietro Cavallini iz Rima. 

### Giotto
Giotto (1266–1337) je po tradiciji pastirski fant z gričev severno od Firenc postal Cimabuejev vajenec in postal najvidnejši slikar svojega časa . Giotto, na katerega so morda vplivali Pietro Cavallini in drugi rimski slikarji, ni utemeljil figur, ki jih je naslikal na katerokoli slikarsko tradicijo, ampak na opazovanje življenja. Za razliko od njegovih bizantinskih sodobnikov, so Giottove figure trdno tridimenzionalne; stojijo na tleh, imajo opazno anatomijo in so oblečene v oblačila s težo in strukturo. Bolj kot karkoli drugega pa imajo Giottove figure, v primerjavi z njegovimi sodobniki, čustva. V obrazih Giottovih likov so veselje, bes, obup, sram, srh in ljubezen. Cikel fresk Življenje Kristusa in Življenje Marije, ki jih je naslikal v Scrovegnijevi kapeli v Padovi, je postavil nov standard za pripovedne slike. Njegova Ognissanti Madonna visi v galeriji Uffizi v Firencah, v istem prostoru kot Cimabueova Santa Trinita Madonna in Ducciova Ruccellai Madonna, kjer je mogoče preprosto narediti stilistične primerjave med njimi. Ena od značilnosti, ki se kažejo v Giottovem delu, je njegovo opazovanje naturalistične perspektive. Šteje se za glasnika renesanse. 

### Giottovi sodobniki
Giotto je imel številne sodobnike, ki jih je morda učil in na njih vplival ali katerih opazovanje narave jih je vodilo v podobni smeri. Čeprav je več Giottovih učencev asimiliralo smer njegovega dela, nihče ni postal tako uspešen kot on. Taddeo Gaddi je v Baroncellijevi kapeli cerkve Santa Croce v Firencah naslikal prvo veliko sliko nočnega prizora v Oznanje pastirjem.
Slike v Zgornji cerkvi bazilike svetega Frančiška v Assisiju so primeri naturalističnega slikarstva tega obdobja, ki se pogosto pripisuje samemu Giottu, bolj verjetno pa je delo umetnikov, ki so obkrožali Pietra Cavallinija. Pozna slika Cimabueja v Spodnji cerkvi v Assisiju, Marija in sveti Frančišek, prav tako jasno kaže večji naturalizem kot njegovi paneli in ostanki njegovih zgodnejših fresk v Zgornji cerkvi.

### Smrtnost in odrešenje
V dekoracijah srednjeveških cerkva je bila skupna tema Poslednja sodba, ki v severnih evropskih cerkvah pogosto zavzema kiparski prostor nad zahodnimi vrati, v italijanskih cerkvah, kot je Giottova Scrovegnijeva kapela, pa je poslikana na notranji zahodni steni. Črna smrt je leta 1348 povzročila, da so se preživeli osredotočili na potrebo po približevanju smrti v stanju pokore in odveze. Neizogibnost smrti, nagrade za skesance in kazni za greh so bile poudarjene v številnih freskah, ki so bile izjemne zaradi mračnih upodobitev trpljenja in nadrealističnih podob pekla.
Med njimi je Zmagoslavje smrti, Giottovega učenec Orcagna, zdaj v fragmentarnem stanju v muzeju Santa Croce in Zmagoslavje smrti v Camposanto Monumentale v Pisi, ki ga je ustvaril neznani slikar, morda Francesco Traini ali Buonamico Buffalmacco, ki so delali na drugih treh serijah fresk na temo Odrešenja. Ni znano, kdaj so se te freske začele, vendar se na splošno domneva, da so bile kasneje datirane v leto 1348.
V Padovi sta konec 14. stoletja delovala dva pomembna slikarja, Altichiero in Giusto de 'Menabuoi. Giustova mojstrovina, dekoracija krstilnice stolnice, sledi temi človekovega stvarjenja, padca in odrešenja, ki ima v majhnem prezbiteriju tudi redek cikel apokalipse. Čeprav je celotno delo izjemno po svoji širini, kakovosti in nedotaknjenem stanju, je obravnava človeških čustev konservativna v primerjavi z Altichierovim Križanjem v baziliki sv. Antona Padovanskega, tudi v Padovi. Giustovo delo se opira na formalizirane poteze, kjer Altichiero povezuje dogodke, ki obkrožajo Kristusovo smrt, z veliko človeško dramo in intenzivnostjo. 
V Firencah, v Španski kapeli Santa Maria Novella, je bilo Andrei Bonaiutiju naročeno, da poudari vlogo Cerkve v procesu odrešenja in zlasti v dominikanskem redu. Njegova freska Alegorija aktivne in zmagoslavne Cerkve je izjemna zaradi upodobitve Firenške stolnice, skupaj s kupolo, ki ni bila zgrajena še naslednje stoletje.

### Mednarodna gotika
V poznejšem 14. stoletju je mednarodni gotski slog prevladoval v toskanskem slikarstvu. To se lahko do neke mere vidi v delu Pietra in Ambrogio Lorenzettija, ki ga zaznamuje formalizirana sladkost in milost v figurah in pozno gotska ljubkost v draperijah. Slog je v celoti razvit v delih Simone Martinija in Gentile da Fabriana, ki imata eleganco in bogastvo podrobnosti ter idealizirano kakovost, ki ni združljiva z ostrimi realnostmi Giottovih slik.
V začetku 15. stoletja so premostitev vrzeli med mednarodno gotiko in renesančnim slikarstvom, dela Fra Angelica, od katerih mnoga, kot oltarne plošče v temperi, kažejo gotsko ljubezen do obdelave, zlatih listov in briljantne barve. V njegovih freskah v samostanu Sant' Marco se Fra Angelico predstavlja kot umetniški učenec Giotta. Te pobožne slike, ki krasijo celice in hodnike, ki jih naseljujejo bratje, predstavljajo epizode iz Jezusovega življenja, mnoge izmed njih so prizori Križanja. Zelo preproste so, zadržane v barvi in intenzivne v razpoloženju, ko je umetnik skušal duhovna razodetja narediti vizualno realna. 

## Zgodnje renesančno slikarstvo

### Firence
Prve resnično renesančne podobe v Firencah izvirajo iz leta 1401, čeprav niso slike. V tem letu je bilo med sedmimi mladimi umetniki organizirano tekmovanje, da bi izbrali umetnika, ki bo ustvaril dvoje bronastih vrat za krstilnico svetega Janeza, najstarejše cerkve v mestu. Tekmovalci so oblikovali bronasto ploščo podobne oblike in velikosti, ki je predstavljala Žrtvovanje Izaka.
Dva panela s tekmovanja sta ohranjena  Lorenza Ghibertija in Brunelleschija. Vsaka plošča prikazuje nekatere močno klasicistične motive, ki kažejo, v kateri smeri se je gibala umetnost in filozofija. Ghiberti je uporabil golo figuro Izaka in ustvaril majhno skulpturo v klasičnem slogu. Figura kleči na grobnici, okrašeni z akantovimi zvitki, ki so prav tako sklic na umetnost starega Rima. V Brunelleschijevi plošči je ena od dodatnih figur, ki so vključene v sceno, spominjala na dobro znano rimsko bronasto figuro fanta, ki si izdira trn iz svoje noge. Brunelleschijevo ustvarjanje je izziv v svoji dinamični intenzivnosti. Manj elegantna od Ghibertijeve, je bolj človeška drama in bližnja tragedija. 
Ghiberti je zmagal na tekmovanju. Njegova prva serija vrat je trajala 27 let, po tem, ko je dobil naročilo še za ena. V skupno 50 letih, ko jih je Ghiberti delal, so vrata omogočila usposabljanje številnih umetnikov v Firencah. Vrata so bila narativna v temi in uporabljajo ne le spretnosti pri urejanju figurativnih kompozicij, ampak tudi rastočo spretnost linearnega pogleda, zato so imela vrata izjemen vpliv na razvoj florentinske slikarske umetnosti.

### Masaccio - Kapela družine Brancacci
Prve zgodnje renesančne freske ali slike so nastale leta 1425, ko sta dva umetnika začela slikati cikel Življenje svetega Petra v kapeli družine Brancacci v cerkvi Carmelite v Firencah. Oba sta se imenovala Tommaso in sta dobila vzdevek Masaccio in Masolino, zlobno Tom in mali Tom.
Več kot kateri koli drug umetnik se Masacciu poznajo vplivi Giotta. Nadaljeval je prakso slikanja iz narave. Njegove freske prikazujejo razumevanje anatomije, skrajšanja, linearne perspektive, svetlobe in proučevanja draperije. V kapeli Brancacci ima njegova freska Davčni novčič eno samo točko izginjanja in uporablja močan kontrast med svetlim in temnim, da bi delo dobilo tridimenzionalno kakovost. Prav tako sta figuri Adam in Eva, ki sta bila izgnana iz Raja, naslikani na strani loka v kapeli, znani po svoji realistični upodobitvi človeške oblike in človeških čustev. Nasprotujeta nežnim in lepim likom Adama in Eve, ki prejemata prepovedano sadje, ki jih je naslikal Masolino na nasprotni strani. Poslikava kapele Brancacci je ostala nepopolna, ko je Masaccio umrl pri 26., leta 1428. Davčni novčič je dokončal Masolino, preostanek dela v kapeli pa je dokončal Filippino Lippi leta 1480. Masacciovo delo je postalo vir navdiha za številne poznejše slikarje, med njimi Leonarda da Vincija in Michelangela. 

### Razvoj linearne perspektive
V prvi polovici 15. stoletja je doseganje učinka realističnega prostora v sliki z uporabo linearnega perspektive predstavljalo glavno skrb številnim slikarjem, pa tudi za arhitekte Brunelleschija in Albertija, ki sta oba govorila o tej temi. Znano je, da je Brunelleschi opravil številne skrbne študije trgov in osmerokotne krstilnice v Firencah in mislijo, da je pomagal Masacciu pri ustvarjanju njegove znane niše trompe l'oeil okoli Svete Trojice, ki jo je naslikal v Santa Maria Novella.
Po besedah Vasarija je bil Paolo Uccello tako obseden s perspektivo, da ni mislil na nič drugega in eksperimentiral z njo na številnih slikah, najbolj znane pa so tri bitka pri San Romanu (dokončane do leta 1550), ki uporablja polomljeno orožje na tleh in na oddaljene hribe, da bi ustvaril vtis perspektive.
V 1450-ih je Piero della Francesca na slikah, kot je Bičanje Kristusa, pokazal svoje mojstrstvo nad linearno perspektivo in tudi nad znanostjo o svetlobi. Še ena slika obstaja, mestna panorama, ki jo je ustvaril neznani umetnik, morda Piero della Francesca, ki kaže, kakšen eksperiment je delal Brunelleschi. Od tega trenutka so razumeli in redno uporabljali linearno perspektivo, kot npr. Perugino v svojem Kristus daje ključe svetemu Petru (1481-82) v Sikstinski kapeli. 

### Razumevanje svetlobe
Giotto je uporabil tonaliteto, da je ustvaril obliko. Taddeo Gaddi je v svoji nočni sceni v kapeli Baroncelli pokazal, kako lahko svetlobo uporabimo za ustvarjanje drame. Paolo Uccello, sto let kasneje, je eksperimentiral z dramatičnim učinkom svetlobe v nekaterih svojih skoraj enobarvnih freskah. Naredil jih je v terra verde (zeleni zemlji), ko je svoje kompozicije oživil z dotiki živo rdeče. Najbolj znan je njegov konjeniški portret Johna Hawkwooda na steni stolnice v Firencah. Tu in na štirih glavah prerokov, ki jih je naslikal okrog notranje številčnice ure v stolnici, je uporabil močno kontrastne tone, kar nakazuje, da je bila vsaka slika osvetljena z naravnim svetlobnim virom, kot da je vir dejansko okno v stolnici. 
Piero della Francesca je nadaljeval študijo svetlobe. V Bičanju kaže znanje o tem, kako se svetloba sorazmerno razširi s svojega izvora. V tej sliki sta dva vira svetlobe, eden v notranjosti zgradbe in drugi zunanji. Od notranjega vira, čeprav je svetloba sama po sebi nevidna, se njen položaj lahko izračuna z matematično gotovostjo. Leonardo da Vinci je nadaljeval Pierovo delo na svetlobi. 

### Marija
Blažena Devica Marija, ki jo je častila katoliška cerkev po vsem svetu, je bila še posebej čaščena v Firencah, kjer je bila njena čudežna podoba na stebru na Koruznem trgu in kjer sta obe, stolnica "Gospe od cvetja" in velika dominikanska cerkev Santa Maria Novella, poimenovani v njeno čast.
Čudežna podoba na Koruznem trgu je bila uničena v ognju, vendar jo je v 1330-ih zamenjal Bernardo Daddi z novo podobo, za katero je Orcagna oblikoval in izdelal bogato kovano streho. Odprta spodnja etaža stavbe je bila zaprta in posvečena kot Orsanmichele.
Upodobitve Marije in otroka so bile v Firencah zelo priljubljena oblika umetnosti. Poznali so tako majhne serijsko izdelane ploščice iz terakote kot veličastne oltarne slike, kot so Cimabueve, Giottove in Masacciove.
V 15. in prvi polovici 16. stoletja je ena proizvodnja Marij prevladovala. Bili so družina della Robbia in niso bili slikarji, temveč oblikovalci v glini. Luca della Robbia, ki je znan po cantoria galeriji pri stolnici, je bil prvi kipark, ki je za velike skulpture uporabljal emajlirano terakoto. Mnoga trajna dela te družine so ohranjena. Sposobnost della Robbijev, zlasti Andrea della Robbia je bil dojenček, ki so ga oblikovali kot Jezusa, zelo naturalistično oblikovan in izrazili veliko pobožnost in sladkost Marije. Postavili naj bi standard, ki ga bodo posnemali drugi umetniki v Firencah.
Med tistimi, ki so v zgodnji renesansi naslikali pobožno Marijo so Fra Angelico, Fra Filippo Lippi, Verrocchio in Davide Ghirlandaio. Običaj je nadaljeval Botticelli, ki je izdelal serijo Marij v obdobju dvajsetih let za Medičejce; Perugino, katerega Marije in svetniki so znani po svoji sladkosti in Leonardo da Vinci, od katerega je ohranjenih več majhnih pripisanih Marij, kot je Benois Madonna. Tudi Michelangela, ki je bil v prvi vrsti kipar, so prepričali, naj naslika Doni Tondo (Sveta družina), medtem ko so za Rafaela med njegovimi najbolj priljubljenimi in številnimi deli.

## Zgodnje renesančno slikarstvo v drugih delih Italije

### Andrea Mantegna v Padovi in Mantovi
Eden najbolj vplivnih slikarjev severne Italije je bil Andrea Mantegna iz Padove, ki je imel srečo, da je bil v svojih najstniških letih takrat, ko je tam delal veliki florentinski kipar Donatello. Donatello je ustvaril velik konjeniški kip v bronu, prvega od časov rimskega cesarstva, kondotijera Gattemelata, še vedno viden na podstavku na trgu pred baziliko Sant'Antonio. Delal je tudi na glavnem oltarju in ustvaril vrsto bronastih plošč, v katerih je dosegel izjemno iluzijo globine, s perspektivo v arhitekturnih nastavitvah in očitno okroglostjo človeške oblike v zelo plitkem reliefu.
Mantegna je dobil svoje prvo naročilo, fresko cikel Življenja svetega Jakoba in Krištofa za Ovetarijevo kapelo v transeptu cerkve Eremitani, blizu Scrovegnijeve kapele v Padovi. Na žalost je bila stavba večinoma uničena med drugo svetovno vojno, znana pa je samo po fotografijah, ki razkrivajo že zelo razvit občutek za perspektivo in znanje o antiki, za katero je že v 15. stoletju postala znana starodavna univerza v Padovi. 
Mantegnino zadnje delo v Padovi je bilo monumentalna oltarna slika San Zeno, ustvarjeno za opata bazilike San Zeno v Veroni od 1457 do 1459. Ta poliptih, pri katerem so plošče predele posebno pomembne zaradi rokovanja s krajinskimi elementi, je vplival na nadaljnji razvoj renesančne umetnosti v severni Italiji. .
Najbolj znano delo Mantegne je notranja dekoracija Camera degli Sposi za družino Gonzaga v Mantovi, datirana okoli leta 1470. Stene so poslikane s prizori iz življenja družine Gonzaga, govorijo, pozdravljajo mlajšega sina in njegovega mentorja ob vrnitvi iz Rima, ki se pripravlja na lov in na druge takšne prizore, ki ne kažejo jasne povezave z zgodovinskimi, literarnimi, filozofskimi ali verskimi temami. Izjemne so zaradi preprostega družinskega življenja. Edina koncesija je razprševanje veselih krilatih kerubov, ki držijo plakete in girlande in se vzpenjajo na iluzionistično prebodeno balustrado, ki obdaja trompe l'oeil pogled na nebo, to je strop sobe. Mantegnino glavno zapuščino je predstavljalo uvajanje prostorskega iluzionizma, ki je kazalo obvladovanje perspektive, tako v freskah kot v slikah sacra conversazione (sveti pogovor): njegova tradicija okraševanja stropov je sledila skoraj tri stoletja.

### Antonello da Messina
Leta 1442 je Alfons V. Aragonski postal vladar Neaplja, s seboj prinesel zbirko flamskih slik in ustanovil humanistično akademijo. Zdi se, da je imel Antonello da Messina dostop do kraljeve zbirke, ki je morda vključevala dela Jana van Eycka . Nedavni dokazi kažejo, da je Antonello v Milanu v začetku leta 1456 najverjetneje stopil v stik z najbolj izpopolnjenim sledilcem van Eycka, Petrusom Christusom in se verjetno naučil tehnik oljnega slikarstva, vključno s slikanjem skoraj mikroskopskih podrobnosti in minutnih gradacij svetlobe, neposredno od Christusa. Prav tako se zdi, da so njegova dela »mirnejši izrazi na obrazih ljudi in miru v celotni kompoziciji del« nizozemski vpliv . Antonello je odšel v Benetke leta 1475 in tam ostal do jeseni 1476, tako da je verjetno tja prenesel tehnike uporabe oljnih barv, slikal gradacijo svetlobe in principe prenesel beneškim slikarjem, vključno z Giovannijem Bellinijem, enem izmed najpomembnejših slikarjev visoke renesanse v severni Italiji. 
Antonello je slikal predvsem majhne natančne portrete v žarečih barvah. Toda eden njegovih najbolj znanih del, Sveti Hieronim pri delu, dokazuje njegovo vrhunsko sposobnost obravnave linearne perspektive in svetlobe. Kompozicijo majhne slike uokvirja poznogotski lok, skozi katerega se vidi notranjost, domača na eni strani in cerkvena na drugi strani, v središču katere svetnik sedi v lesenem koralu, ki ga obkroža njegove imetje, medtem ko njegov lev preži v senci na tleh. Način, po katerem se svetloba pretaka skozi vsa vrata in okna, tako v arhitekturi kot v naravni in reflektirani svetlobi, je vse skupaj navdušilo Piero della Francesca.

## Napredovanje proti visoki renesansi

### Pokroviteljstvo in humanizem
V Firencah, v poznem 15. stoletju, so večino umetniških del, tudi tistih, ki so jih naredili kot dekoracijo za cerkve, običajno naročili in plačali zasebni pokrovitelji. Velik del pokroviteljstva je prišel iz družine Medici ali tistih, ki so bili tesno povezani z njimi ali so z njimi sodelovali, kot so Sassetti, Ruccellai in Tornabuoni.
V 1460-ih letih je Cosimo de 'Medici starejši določil Marsilija Ficina kot svojega dvornega humanističnega filozofa in olajšal njegov prevod Platona in njegovo poučevanje platonske filozofije, ki se je osredotočila na človeštvo kot središče naravnega vesolja, na osebni odnos vsake osebe z Bogom in na bratsko ali 'platonsko' ljubezen, ki je najbližja, ki jo človek lahko doseže do posnemanja ali razumevanja Božje ljubezni. 
V srednjeveškem obdobju se je vse, kar je bilo povezano s klasičnim obdobjem, dojemalo kot povezano s poganstvom. V renesansi se je vse bolj povezovalo z razsvetljenjem. Figure klasične mitologije so začele prevzemati novo simbolično vlogo v krščanski umetnosti in še posebej, boginja Venera je prevzela novo vlogo. Rodila se je v celoti oblikovana, z neko vrsto čudeža, bila je nova Eva, simbol nedolžne ljubezni ali celo sama po sebi simbol device Marije. V obeh vlogah vidimo Venero v dveh znamenitih tempera slikah, ki jih je Botticelli naredil leta 1480 za Cosimovega nečaka, Pierfrancesca Medici, Pomlad (Primavera) in Rojstvo Venere (Nascita di Venere). 
Medtem je Domenico Ghirlandaio, pedanten in natančen risar in eden najboljših slikarjev njegovega obdobja, izvedel dva cikla fresk za Medičejce v dveh večjih cerkvah v Firencah, Sassettijevi kapeli v Santa Triniti in kapeli Tornabuonijev v Santa Maria Noveli. V teh ciklusih Življenje svetega Frančiška in Življenje device Marije in Življenje Janeza Krstnika je bilo prostora za portrete pokroviteljev. Zahvaljujoč Sassettijevemu pokroviteljstvu je to portret človeka samega, z njegovim delodajalcem, Lorenzom il Magnificom in Lorenzovimi tremi sinovi s svojim učiteljem, humanističnim pesnikom in filozofom Agnolom Polizianom. V kapelici Tornabuonijev je še en portret Poliziana, ki ga spremljajo tudi drugi vplivni člani Platonske akademije, vključno Marsilio Ficino. 

### Flamski vpliv
Od leta 1450, ko je v Italijo prišel flamski slikar Rogier van der Weyden in morda tudi prej, so umetniki uvedli medij oljne barve. Medtem ko sta se tempera in freska uporabljali za upodobitev modelov, nista bili uspešni za realistično predstavljanje naravnih tekstur. Visoko fleksibilen medij olje, ki ga je bilo mogoče narediti neprosojnega ali prosojnega in je omogočil spremembe in dodatke v naslednjih dnevih, je italijanskim umetnikom odprl nov svet možnosti.
Leta 1483 je v Firence prispela velika oltarna slika Portinarijev oltar ali Čaščenje pastirjev, ki jo je naslikal Hugo van der Goes. Slikana že leta 1475 po nalogu družine Portinari, je bila odpremljena iz Brugga in nameščena v kapeli Sant 'Egidio v bolnišnici Santa Maria Nuova. Oltarna plošča žari z intenzivnimi rdečimi in zelenimi odtenki, ki so v kontrastu z bleščečimi črnimi žametnimi oblačili donatorjev Portinarijev. V ospredju je tihožitje s cvetjem v kontrastnih posodah, ena iz emajlirane keramike in druga iz stekla. Samo steklena vaza je bila dovolj za vzbujanje pozornosti. Toda najpomembnejši vidik triptiha je bila izjemno naravna in resnična kakovost treh pastirjev s ščetinastimi bradami, delovnimi rokami in izrazi, ki segajo od čaščenja do čudeža in nerazumevanja. Domenico Ghirlandaio je nemudoma naslikal svojo različico, s čudovito italijansko Marijo namesto dolgoobrazne flamske in sebe, ki se je teatralno kazal kot eden od pastirjev. 

### Papeževa naročila
Leta 1477 je papež Sikst IV. zamenjal zapuščeno staro kapelo v Vatikanu, v kateri je bilo veliko papeških služb. Notranjost nove kapele, imenovane Sikstinska kapela v njegovo čast, se zdi, da je bila že od začetka načrtovana za serijo 16 velikih fresk med njenimi pilastri na sredini, s serijo poslikanih portretov papežev nad njimi. Leta 1480 je bila ustanovljena skupina umetnikov iz Firenc: Botticelli, Pietro Perugino, Domenico Ghirlandaio in Cosimo Rosselli. Ta cikel fresk je moral predstaviti Zgodbe o Mojzesovem življenju na eni strani kapele in na drugi strani Zgodbe o Kristusovem življenju, ki pa se dopolnjujejo. Jezusovo rojstvo in Mojzesovo odkritje sta bila na steni za oltarjem, med njimi je bila oltarna slika Marijinega vnebovzetja. Te slike so bile kasneje uničene, da so dale prostor Michelangelovi [[Poslednja sodba (Michelangelo)|Poslednji sodbi.
Preostalih 12 slik kaže na virtuoznost, ki so jo dosegli ti umetniki in na očitno sodelovanje med posamezniki, ki običajno uporabljajo različne sloge in spretnosti. Slike so omogočile vse možnosti, saj so vključevale številne moške, ženske in otroke ter znake, od vodilnih angelov do besnih faraonov in samega hudiča. Vsaka slika je zahtevala krajino. Zaradi obsega, s katerim so se umetniki strinjali, na vsaki sliki pokrajina in nebo zavzemata celotno zgornjo polovico prizora. Včasih, kot na Botticellijevem prizorišču Čiščenje gobavca, se v pokrajini dogajajo dodatne majhne pripovedi, v tem primeru Kristusove skušnjave.
Peruginov prizor Kristusa daje ključe svetemu Petru, je izjemen zaradi jasnosti in preprostosti njegove kompozicije, lepote figurativnega slikarstva, ki vključuje avtoportret med opazovalci, še posebej perspektivno mestno podobo, ki vključuje sklicevanje na Petrovo službo v Rimu ob prisotnosti dveh slavolokov in centralno postavljene osmerokotne stavbe, ki bi lahko bila krščanska krstilnica ali rimski mavzolej. 

## Slikarstvo visoke renesanse
Visoka renesansa v slikarstvu je bila vrhunec raznolikih izraznih sredstev in različnih napredkov v slikarski tehniki, kot je linearna perspektiva, realistična upodobitev fizičnih in psiholoških značilnosti in manipulacija svetlobe in teme, vključno s tonskim kontrastom, sfumato (ublažitev prehoda med barvami) in chiaroscúro (kontrast med svetlimi in temnimi), v enotnem združujočem slogu, ki izraža celoten kompozicijski red, ravnotežje in harmonijo. Zlasti posamezni deli slike so imeli zapleteno, vendar uravnoteženo in dobro povezano razmerje z dinamično celoto. Slikarstvo visoke renesanse velja za absolutni zenit zahodnega slikarstva in je doseglo ravnovesje in spravo, v sozvočju, kontradiktornih in navidezno medsebojno izključujočih se umetniških položajev, kot so resnično proti idealu, gibanje proti počitku, svoboda proti zakonu, prostor v primerjavi z ravnino in linija proti barvi. 
Večina umetnostnih zgodovinarjev navaja, da se je visoka renesansa začela okoli leta 1495 ali 1500 in se končala leta 1520 s smrtjo Rafaela, čeprav nekateri pravijo, da se je visoka renesansa končala leta 1525  ali leta 1527 z obleganjem Rima, vojske Karla V., cesarja svetega rimskega cesarstva ali približno 1530. Mnogi navajajo Zadnjo večerjo Leonarda da Vincija, ki se je začela leta 1495 in končala leta 1498, kot prvo delo visoke renesanse. V svoji knjigi Zgodovina umetnosti: slikarstvo, kiparstvo in arhitektura, 1985, Frederick Hartt navaja, da je bilo od leta 1520 do 1530 prehodno obdobje med visoko renesanso in manierizmom. V visoki renesansi so prevladovali trije slikarji - Leonardo da Vinci, Michelangelo in Rafael, medtem ko so bili Giovanni Bellini, Giorgione in Tizian vodje beneške visoke renesanse, skupaj s Correggiom in Andrea de Sartom pa so bili pomembni slikarji visokega renesančnega sloga.

### Leonardo da Vinci
Leonardo (1452–1519) je svoje oblikovalno leto preživel v delavnici Verrocchia v Firencah, preden se je preselil v Milano, kjer je od leta 1482 do leta 1499 delal preden se je 1500 do 1506 vrnil v Firence. Zaradi obsežnosti njegovih interesov in izjemne stopnje talentov, ki jih je pokazal na tako različnih področjih, velja za arhetipskega 'renesančnega človeka'. Najprej in predvsem kot slikar je bil občudovan v svojem času in kot slikar je črpal iz znanja, ki ga je pridobil od drugih zanimanj.
Leonardo je bil znanstveni opazovalec. Naučil se je, ko je gledal stvari. Preučil je in narisal polja rož, vrtince reke, obliko kamenja in gora, kako se je svetloba odbijala od listja in se iskril dragulj. Še posebej je preučeval človeško obliko, seciral trideset ali več trupel iz bolnišnice, da bi razumel mišice in tetive.
Leonardo je v izrazu človeških čustev dosegel določeno stopnjo realizma, ki ga je Giotto nakazal, a ni znan od Masacciovega Adama in Eve. Leonardova Zadnja večerja, naslikana od 1495 do 1498 v jedilnici samostana v Milanu, je postala merilo za religiozno narativno slikarstvo za naslednjega pol tisočletja. Mnogi drugi renesančni umetniki so slikali različice Zadnje večerje, le Leonardovi je bilo namenjeno, da jih je bilo nešteto ponovljenih v lesu, alabastru, mavcu, litografiji, tapiseriji, kvačkanju in preprogah.
Bolj kot katerikoli drug umetnik je napredoval pri študiju in slikanju 'vzdušja'. V svojih slikah, kot sta Mona Liza (c. 1503-1517) in Madona v votlini (1483-1486) (najzgodnejše popolno delo njegove roke), je uporabil svetlobo in senco s tako subtilnostjo, da zaradi pomanjkanja bolje rečeno, postal je znan kot Leonardov 'sfumato' ali 'dim'. Pokazal je revolucionarno uporabo barve z opredelitvijo prehoda med številkami z barvno modulacijo namesto z dejanskimi linijami. Njegovo delo je gledalca povabilo v skrivnostni svet premikajočih se senc, kaotičnih gora in vrtinčenih hudournikov. Drugo pomembno delo Leonarda je bilo Marija in otrok s sveto Ano (c. 1503-1519); monumentalna tridimenzionalna kakovostna skupina in izračunani učinki dinamike in napetosti v kompoziciji so bili model, ki je navdihnil klasike in manieriste v enaki meri. Razen neposrednega vpliva samih del, so se Leonardove študije o svetlobi, anatomiji, pokrajini in človeškem izražanju delno razširjale z njegovo velikodušnostjo pri spremljanju študentov.

### Michelangelo
Leta 1508 je papežu Juliju II. uspelo prisiliti florentinskega kiparja Michelangela (1475-1564), da se strinja z nadaljevanjem dekorativne sheme Sikstinske kapele. Strop Sikstinske kapele je bil zgrajen tako, da je obstajalo dvanajst nagnjenih pendentivov, ki so podpirali obok, na katerem so bile oblikovane idealne površine, na katerih bi lahko naslikali dvanajst apostolov. Michelangelo je kmalu razvil popolnoma drugačno shemo, veliko bolj kompleksno tako v oblikovanju kot v ikonografiji. Obseg dela, ki ga je izvedel sam, razen ročne pomoči, je bil titanski in je trajalo skoraj pet let.
Papežev načrt za apostole bi tematsko oblikoval slikovno povezavo med starozaveznimi in novozaveznimi pripovedmi na stenah in papeži v galeriji portretov. To je dvanajst apostolov in njihov voditelj Peter kot prvi rimski škof. Toda Michelangelo je šel v nasprotno smer. Tema Michelangelovega stropa ni Božji velik načrt za odrešenje človeštva. Tema je o sramoti človeštva. Gre za to, zakaj je človeštvo in vera potrebovala Jezusa. 
Na površini je zgornja meja humanistična konstrukcija. Figure so nadčloveške razsežnosti in v primeru Adama takšne lepote, da je po mnenju biografa Vasarija resnično videti, kot da je sam Bog oblikoval lik, ne pa Michelangelo. Toda kljub lepoti posameznih likov, Michelangelo ni veličal človeške države in zagotovo ni predstavil humanističnega ideala platonske ljubezni. Kristusovi predniki, ki jih je naslikal okoli zgornjega dela zidu, kažejo vse najhujše vidike družinskih odnosov, ki kažejo disfunkcijo v čim več različnih oblikah, kot so družine.
Vasari je pohvalil Michelangelove navidezno neskončne zmožnosti za izum pri ustvarjanju položajev za figure. Rafael, ki ga je Bramante predogledal po tem, ko je Michelangelo obrisal krtačo in se razjezil v Bologno, je naslikal vsaj dva lika v posnemanju Michelangelovih prerokov, enega v cerkvi Sant 'Agostino in drugega v Vatikanu, njegov portret samega Michelangela v šoli v Atenah.
Michelangelovo kasnejše delo, Poslednja sodba, poslikano na oltarnem zidu Sikstinske kapele med letoma 1534 in 1541, kaže manierističen slog s splošno podaljšanimi telesi, ki ga je prevzel od visokega renesančnega sloga med 1520 in 1530.

### Rafael
Z Leonardom da Vincijem in Michelangelom, je Rafael (1483-1520) ime je sinonim za visoke renesanse, čeprav je bil mlajši od Michelangelo 18 let in Leonarda skoraj 30 in umrl v starosti 37 let le eno leto za Leonardom. Ne moremo reči, da je močno razvil slikanje, kot sta to počela njegova dva znana sodobnika. Namesto tega je bilo njegovo delo vrhunec vsega razvoja visoke renesanse.
Rafael se je rodil kot sin slikarja, zato je bila njegova poklicna pot, za razliko od Michelangela, ki je bil sin nižjega plemstva, odločena brez prepira. Nekaj let po očetovi smrti je delal v Peruginovi umbrijski delavnici, odličnem slikarju in vrhunskem tehniku. Njegova prva podpisana in datirana slika, nrejena pri 21 letih, je Zavezovanje device Marije, ki takoj razkrije svoj izvor v Peruginovem Kristus daje ključe svetemu Petru.
Rafael, ki se je leta 1504 preselil v Firence in leta 1508 v Rim, je nesramno črpal iz spretnosti znanih slikarjev, katerih življenjska doba je zajemala njegovo. V njegovih delih se zbirajo posamezne lastnosti številnih različnih slikarjev. Zaokrožene oblike in svetleče barve Perugina, realistična upodobitev Ghirlandaia, realizem in osvetlitev Leonarda in močna risanka Michelangela so postali enotni v slikah Rafaela. V kratkem življenju je izvedel številne velike oltarne slike, impresivno klasično fresko Galatejino zmagoslavje, izjemne portrete z dvema papežema in med njimi slavnega pisatelja in medtem ko je Michelangelo slikal steno Sikstinske kapele, serijo sten freske v bližnjih vatikanskih sobah, katerih Atenska šola (1509–1111) v Stanza della Segnaturais je najpomembnejša.
Ta freska prikazuje srečanje vseh najbolj izučenih antičnih Atenčanov, zbranih v veliki klasični postavitvi okoli osrednje osebnosti Platona, ki ga je Rafael po zgledu oblikoval po Leonardu da Vinciju. Mrtvaška slika Heraklita, ki sedi ob velikem kamnitem bloku, je Michelangelov portret in se sklicuje na njegovo sliko preroka Jeremije v Sikstinski kapeli. Njegov lastni portret je desno, poleg učitelja Perugina. 
Vendar glavni vir Rafaelove priljubljenosti niso bila njegova glavna dela, temveč njegove majhne florentinske slike Marije in Kristusa otroka. Znova in znova je slikal, v nekoliko drugačnih pozah, podobno debelih, mirnih obrazov blond ženska in njen debelušen otrok, najbolj znana verjetno La Belle Jardinière ('Madonna čudovitega vrta'), zdaj v Louvru. Njegovo večje delo, Sikstinska Madona, ki je bila uporabljena kot zasnova za številne vitraže, je v 21. stoletju zagotovila ikonično podobo dveh majhnih kerubov, ki sta bila reproducirana na vsem, od papirnatih prtičkov do dežnikov.

### Giovanni Bellini
Vodja beneške šole slikarstva Giovanni Bellini (1430-1516) se je rodil v istem letu kot brat Gentilo, njegov svak Mantegna in Antonello da Messina, vendar je živel deset let dlje kot prva dva in skoraj tri desetletja dlje kot slednji. Do svoje smrti je slikal in njegova dela ponazarjajo več vplivov. Njegova zgodnja dela kažejo vpliv Mantegne z drznimi linijami in jasno razmejenimi barvami, po Messinovem bivanju v Benetkah leta 1475 do 1476 pa so njegova dela sprejela flamski realizem in svetle barve, kar kaže, da je bil zelo uspešen pri sprejemanju tehnike oljne slike, ki jo je prinesel Messina. Najprej je bil učitelj Giorgionea in Tiziana, kasneje pa je bil pod vplivom Giorgionea, predvsem pri sprejemanju tonalizma, kjer se barve nanašajo v nanizanih plasteh, kar ustvarja mehak razpršen učinek, tako da se figure in pokrajine bolj združujejo v ozračju. 
Bellini je postal edini veliki slikar iz 15. stoletja, ki je prešel prag od zgodnje renesanse do visokega renesančnega sloga z deli, kot je Portret doža Leonarda Loredana (1501) , kjer dož kaže, da se je Bellini verjetno učil od Messina in Kristusov krst (1500–1502). Bellini je, tako kot Rafael, prav tako ustvaril številne majhne Madonne v bogati svetleči barvi, običajno bolj intenzivne kot njegov florentinski kolega.
Tradicionalno se pri slikanju oltarnih slik Marije in otroka, figura na prestolu s svetniki, ki stojijo v določenih prostorih, ki so fizično ločeni v obliki poliptiha ali pa jih opredeljujejo naslikane arhitekturne meje. Piero della Francesca je uporabljal klasično nišo kot prizorišče za svoje ustoličene Madonne (s svetniki, združenimi okoli prestola), kot je Masaccio uporabil to izhodišče za njegovo Sveto trojico v Santa Maria Novella.
Bellini je uporabil isto obliko, imenovano Sveti pogovori, v več svojih kasnejših oltarnih podobah, kot je bila za beneško cerkev San Zaccaria (San Zaccarijev oltar, 1505). To je mojstrska kompozicija, ki uporablja tonalizem in razširja resnično arhitekturo stavbe v iluzionistično arhitekturo slike, zaradi česar je niša nekakšna loža, ki se odpira v pokrajino in dnevno svetlobo, ki se preliva skozi figure Device in otroka, dve ženski sveti in angel, ki igra violo, da sta v ospredju svetlejša od svetega Petra in svetega Hieronima. 

### Giorgione
Kljub kratkosti njegove kariere (umrl je leta 1510 pri približno 35 letih) in majhnemu številu del, za katere so se vsesplošno strinjali, da je popolnoma njegova dela (4 ali 5), je Giorgione pogosto imenovan kot ustanovitelj beneške visoke renesanse, čeprav različni znanstveniki navajajo različne razloge za to. 
Eden je njegova naraščajoča uporaba stopnjevanja barve in svetlobe (barvna modulacija), vključno s sfumatom, ki ga pogosto doseže tonalizem , da se opredelijo oblike figur in pokrajin ter ustvari ozračje, v katerem so vse komponente slike enotne. Nekateri verjamejo, da ga je to naučil Leonardo da Vinci, ki naj bi ga obiskal v Benetkah leta 1501. V svoji sliki Castelfranco Madonna, 1505, je uporaba linijske in barvne modulacije enako uravnotežena, vendar je v Nevihti (La Tempesta), c.1510, barvna modulacija skoraj povsem nadomestila linijo, ki ustvarja umetniško vizijo, v kateri sta človeštvo in narava združeni. Nekateri menijo, da je Nevihta ena najpomembnejših slik, naslikanih v Italiji, saj so sestavni deli barvni in je sanjsko vzdušje popolne harmonije. Giorgione je bil prvi slikar, ki je naravi podelil vodilno vlogo in kadar njegove slike predstavljajo pokrajino, postane ta sestavni del slike. 
Pala del Giorgione, v primerjavi s podobo Zaccarijevega oltarja, Giovannija Bellinija, ponazarja še eno novost - prilagajanje smeri in položajev figur, kot je na primer kopje svetega Liberala na levi in vzporedno zložene gube v Marijinem ogrinjalu, da bi subjekte bolj poenotili. Nazadnje, slike Giorgiona so vedno dvoumne v svojem pomenu in so odprte za različne interpretacije. V Nevihti, gola ženska, ki hrani otroka in oblečen moški in blisk, morda predstavljala Adama in Evo v dneh po Raju ali pa morda ne. Druga slika, ki mu je bila pripisana, Trije filozofi, lahko predstavlja Tri kralje, ki načrtujejo potovanje v iskanju otroka Kristusa ali pa ne. Nobena od njegovih slik ni nikoli imela določene interpretacije.
Do nedavna se je zdelo, da je Giorgione naslikal prvi ženski akt, ki stoji ali bolje rečeno, leži, kot predmet, ki ga upodabljajo in občudujejo zaradi lepote same, Speča Venera, 1510. Čeprav je že dolgo sprejeto, da je Tizian, po Giorgionovi smrt, končal sliko, se številni znanstveniki vedno bolj sprašujejo, če je Giorgione sploh naslikal celotno žensko telo. 

### Tizian
Tizian (ok. 1490–1576) se je v delavnici Giovannija Bellinija usposabljal ob Giorgioneu in nato pomagal Giorgionu. Po smrti Giorgiona je bil več kot 60 let kralj beneške šole.  Njegova zgodnja dela kažejo močne vplive Bellinija in Giorgionea, toda kmalu je vzel načela oblike in barve, ki sta jih oznanila ta dva in uveljavil barvo, ne linijo, kot glavni determinant pri slikanju, s čimer je končno določil slog beneške visoke renesanse. To je storil tako, da je pasti podobne barve v obližih med seboj povezal z ohlapnimi in pometalnimi potezami čopičev. To je istočasno izenačilo svetlobo in barvo, zato je bil v svojem času znan kot mojster svetlobe in barve.
Druga moč Tiziana je bila sestava njegovih slik. V Pala Pesaro ali Pesarova Madona (Marija v Ca' Pesaro), 1519-1526, premakne Marijo iz središča, namesto da jo postavi na zgornji vrh močne diagonalne črte (v nasprotju z običajno navpično ali vodoravno), a še vedno osredotoča pozornost na Marijo. To je bilo eno od prvih del, ki so združevala figure v krožno, naraščajočo strukturo. 
Marijino vnebovzetje, 1516-1518, ima tudi diagonalne črte (ki jih oblikujejo kerubi, ki so okoli Device Marije), ki prenašajo zmagoslavno sporočilo slike navzgor v zgornje nivoje bazilike dei Frari v Benetkah, na katerem oltarju stoji. To delo je bilo prvo, ki je vsebovalo vizualni predlog gibanja; vsa Tizianova dela imajo novo dinamiko v gibanju ljudi v primerjavi s statičnimi elementi drugih visokorenesančnih slikarjev. Marijino vnebovzetje ima, tako kot vse njegove slike, žareče, globoke, bogate barve zaradi Tizianovega nanosa plast po plasti barve, včasih različnih barv.
Bil je tudi najbolj iskan portretist svojega časa in prinesel portretiranje na enako stopnjo kot narativno slikarstvo. Izstopajo predvsem konjeniški portret Karla V., 1548, konjeniška slika v simfoniji vijoličaste in portret doža Andree Grittija, vladarja Benetk, ki je morda Tizianov najmočnejši portret.
Tizian je ohranil visokorenesančni slog vse do zadnjih let, ko je bila figura skoraj končano raztopljena v gibanju barve, zato je postal vse bolj izoliran od glavnega toka italijanskega slikarstva, ki se je 1530-ih skoraj povsem preusmerilo k manierizmu. V mnogih pogledih je Tiziana mogoče razumeti kot ustanovitelja modernega slikarstva. .

### Correggio
Correggio (1489-1534), ki ni nikoli obiskal Rima, ampak je moral videti dela Rafaela, Michelangela in Tiziana, je delal v osebnem visokorenesančnem slogu v Parmi v severni Italiji. Izumil je odprto nebo, polno plavajočih cerkvenih kupol, ki je s svojo Vizijo svetega Janeza Evangelista, 1520-1524, v parmski cerkvi Svetega Janeza Evangelista in Marijino vnebovzetje, 1520–1524, v stolnici v Parmi, postal znak baročnega obdobja 17. stoletja. 1530, v stolnici v Parmi, postal znak prihajajočega baročnega obdobja 17. stoletja. En umetnostni zgodovinar navaja, da Correggio v slednji ustvarja »bleščečo iluzijo: arhitektura kupole se zdi, da se raztopi in zdi se, da oblika eksplodira skozi zgradbo, ki gledalca dvigne v vrtinčastih spiralah svetnikov in angelov, ki hitijo navzgor, da bi spremljali Marijo, ki hiti v nebesa«. 
V teh kupolah in drugih delih je njegova presenetljiva uporaba perspektive, po navadi s postavitvijo temne barve proti svetlim barvam, da bi okrepila iluzijo globine, opisana kot presenetljiva. Njegovo glavno zanimanje je bilo slikanje svetlobe in predvideva učinke, ki jih bo dosegel Caravaggio na začetku naslednjega stoletja. Njegovo obvladovanje skrajšanja (zaradi česar so predmeti krajši, ker so nagnjeni h gledalcu), da bi ustvarili perspektivo, je opisano kot morda najbolj spretno kdaj koli.
V Jupitru in Io, 1531-1532, je Correggio naslikal močan kontrast med svetlečo figuro Io in mehkimi, vendar temnimi oblaki, ki zapolnjujejo nebo, kar se zdi, da zajema Ionino bleščeče telo. Correggio je bil sposoben popolnoma izpeljati razpršeni učinek oblakov, koprene ali meglice in skupaj z barvno modulacijo vtisne svoje znake v izrazit občutek breztežnosti. Slikal je kožo na občutljiv, čuten način, ki ni bil nikoli presežen in predstavlja nov koncept ženske lepote, ki je bil ponovno odkrit v času rokokoja. Correggio je imel veliko učencev, toda nihče ni izvajal njegovega sloga, on pa je prefiguriral številne elemente baročnega slikarstva.

### Drugi pomembni slikarji visoke renesanse
Andrea del Sarto (1486-1530), Florentinec, je v svojem delu črpal od Michelangela in Rafaela, vendar jih je presegel v portretu obraznih izrazov in kretenj, kar je razvidno iz Madona s Harpijami, 1517. Njegove figure kažejo večjo individualnost kot prejšnja dela visoke renesanse, medtem ko niso izgubile nobene plemenitosti. V 1520-ih letih je ostal zvest idealom visoke renesanse, kot na primer v kompozicijah slik in z obrazi njegovih likov, ki so po navadi mirni in pogosto lepi, in ne kažejo nobene muke svojih sodobnikov manieristov, nekateri izmed njih so bili njegovi učenci.
Lorenzo Lotto (1480-1556), eden najpomembnejših slikarjev visoke renesanse v Benetkah, je prav tako preživel čas na drugih območjih severne Italije. Morda zaradi njegove večje osredotočenosti na realistične detajle in na linijo, namesto na barvno primerjavo, v beneški šoli ni bil zelo cenjen. Medtem ko je naslikal različne predmete, je bil odličen portretni slikar, ki je imel nadpovprečno sposobnost, da vidi v dušo svojega subjekta in prikaže globino občutka v sliki. Običajno je v ozadje ali v ospredje portreta vključil tudi druge predmete, da bi prikazal značaj osebe.

## Vpliv italijanskega renesančnega slikarstva
Življenje Michelangela in Tiziana se je razširilo tudi v drugo polovico 16. stoletja. Oba sta videla svoje sloge in tiste Leonarda, Mantegne, Giovannija Bellinija, Antonella da Messine in Rafaela, ki so jih poznejši slikarji prilagodili, da bi oblikovali neskladen slog, znan kot manierizem in se vztrajno pomikali k velikemu izlivu domišljije in slikarske virtuoznosti baroka.
Umetniki, ki so najbolj razširili trende Tizianovih velikih figurativnih kompozicij, so bili Tintoretto in Veronese, čeprav je, po mnenju mnogih, Tintoretto manierist. Rembrandtovo znanje o delih Tiziana in Rafaela je očitno v njegovih portretih. Neposredni vplivi Leonarda in Rafaela na njihove učence so imeli učinek na generacije umetnikov, vključno z Poussinom in šolami klasičnih slikarjev 18. in 19. stoletja. Delo Antonella da Messine je imelo neposreden vpliv na Albrechta Dürerja in Martina Schongauera ter preko njegovih gravur, neštetih umetnikov, vključno z nemškimi, nizozemskimi in angleškimi šolami izdelovalcev vitrajev, ki segajo v zgodnje 20. stoletje.
Michelangelov strop Sikstinske kapele in kasneje Poslednja sodba sta imela neposreden vpliv na figurativne kompozicije Rafaela in njegovih učencev, nato pa na skoraj vsakega poznejšega slikarja iz 16. stoletja, ki je iskal nove in zanimive načine za prikaz človeške oblike. Njegov slog figurativne kompozicije je mogoče zaslediti skozi Andrea del Sarto, Pontorma, Bronzina, Parmigianina, Veroneseja, El Greca, Carraccija, Caravaggia, Rubensa, Poussina in Tiepola tako za klasične kot za romantične slikarje 19. stoletja, kot sta Jacques-Louis David in Delacroix.

### Splošno
- Giorgio Vasari, Lives of the Artists, (1568), 1965 edition, trans George Bull, Penguin, ISBN 0-14-044164-6
- Frederick Hartt, A History of Italian Renaissance Art, (1970) Thames and Hudson, ISBN 0-500-23136-2
- R.E. Wolf and R. Millen, Renaissance and Mannerist Art, (1968) Abrams, ISBN unknown
- Keith Christiansen, Italian Painting, (1992) Hugh Lauter Levin/Macmillan, ISBN 0883639718
- Helen Gardner, Art through the Ages, (1970) Harcourt, Brace and World, ISBN 0-15-503752-8
- Michael Baxandall, Painting and Experience in Fifteenth Century Italy, (1974) Oxford University Press, ISBN 0-19-881329-5
- Margaret Aston, The Fifteenth Century, the Prospect of Europe, (1979) Thames and Hudson, ISBN 0-500-33009-3
- Ilan Rachum, The Renaissance, an Illustrated Encyclopedia, (1979) Octopus, ISBN 0-7064-0857-8
- Diana Davies, Harrap's Illustrated Dictionary of Art and Artists, (1990) Harrap Books, ISBN 0-245-54692-8
- Luciano Berti, Florence: the city and its art, (1971) Scala, ISBN unknown
- Rona Goffen, Renaissance Rivals: Michelangelo, Leonardo, Raphael, Titian, (2004) Yale University Press, ISBN 0300105894
- Arnold Hauser, The Social History of Art, Vol. 2: Renaissance, Mannerism, Baroque, (1999) Routledge, ISBN 0415199468
- Luciano Berti, The Ufizzi, (1971) Scala, Florence. ISBN unknown
- Michael Wilson, The National Gallery, London, (1977) Scala, ISBN 0-85097-257-4
- Hugh Ross Williamson, Lorenzo the Magnificent, (1974) Michael Joseph, ISBN 0-7181-1204-0
- Sciacca, Christine (2012). Florence at the Dawn of the Renaissance: Painting and Illumination, 1300-1500. Getty Publications. ISBN 978-1-60606-126-8. Archived from the original on 2012-09-20.

### Slikarstvo
- John White, Duccio, (1979) Thames and Hudson, ISBN 0-500-09135-8
- Cecilia Jannella, Duccio di Buoninsegna, (1991) Scala/Riverside, ISBN 1-878351-18-4
- Sarel Eimerl, The World of Giotto, (1967) Time/Life, ISBN 0-900658-15-0
- Mgr. Giovanni Foffani, Frescoes by Giusto de' Menabuoi, (1988) G. Deganello, ISBN unknown
- Ornella Casazza, Masaccio and the Brancacci Chapel, (1990) Scala/Riverside, ISBN 1-878351-11-7
- Annarita Paolieri, Paolo Uccello, Domenico Veneziano, Andrea del Castagno, (1991) Scala/Riverside, ISBN 1-878351-20-6
- Alessandro Angelini, Piero della Francesca, (1985) Scala/Riverside, ISBN 1-878351-04-4
- Peter Murray and Pier Luigi Vecchi, Piero della Francesca, (1967) Penguin, ISBN 0-14-008647-1
- Umberto Baldini, Primavera, (1984) Abrams, ISBN 0-8109-2314-9
- Ranieri Varese, Il Palazzo di Schifanoia, (1980) Specimen/Scala, ISBN unknown
- Angela Ottino della Chiesa, Leonardo da Vinci, (1967) Penguin, ISBN 0-14-008649-8
- Jack Wasserman, Leonardo da Vinci, (1975) Abrams, ISBN 0-8109-0262-1
- Massimo Giacometti, The Sistine Chapel, (1986) Harmony Books, ISBN 0-517-56274-X
- Ludwig Goldschieder, Michelangelo, (1962) Phaidon, ISBN unknown
- Gabriel Bartz and Eberhard König, Michelangelo, (1998) Könemann, ISBN 3-8290-0253-X
- David Thompson, Raphael, the Life and Legacy, (1983) BBC, ISBN 0-563-20149-5
- Jean-Pierre Cuzin, Raphael, his Life and Works, (1985) Chartwell, ISBN 0-89009-841-7
- Mariolina Olivari, Giovanni Bellini, (1990) Scala. ISBN unknown
- Cecil Gould, Titian, (1969) Hamlyn, ISBN unknown